# Hải tặc Biển Đông
Hải tặc Biển Đông (tiếng Anh: Pirates of the South China Coast; giản thể: 华南海盗; phồn thể: 華南海盜; bính âm: huá nán hǎi dào), Hải tặc Trung Hoa hay Tàu ô, sử nhà Nguyễn gọi là Tề ngôi phỉ (齊桅匪), Tề ngôi hải phỉ (齊桅海匪) hay Ô tàu hải phỉ (烏艚海匪), là một số hải tặc người Hoa tại Biển Đông từ cuối thế kỷ 18 đến thế kỷ 19.

## Băng nhóm
- Đoàn Cờ Đỏ (Hồng Kỳ bang), thủ lĩnh: Trịnh Thất, Trịnh Nhất, Trịnh Nhất Tẩu, Trương Bảo Tử
- Đoàn Cờ Đen (Hắc Kỳ bang), thủ lĩnh: Quách Bà Đới
- Đoàn Cờ Trắng (Bạch Kỳ bang), thủ lĩnh: Lương Bảo (Tổng binh Bảo)
- Đoàn Cờ Lục (Thanh Kỳ bang), thủ lĩnh: Kim Cổ Dưỡng
- Đoàn Cờ Xanh Da Trời (Lam Kỳ bang), thủ lĩnh: Ô Thạch Nhị
- Đoàn Cờ Vàng (Hoàng Kỳ bang), thủ lĩnh: Ngô Trí Thanh

## Nổi tiếng
- Ngô Trí Thanh (吳智青)
- Kim Cổ Dưỡng (金古養, hay Lý Tương Thanh, Lý Thượng Thanh)
- Quách Bà Đới (郭婆帶, hay Quách Học Hiển, Quách Học Hiến)
- Trần Thiên Bảo (陳添保), Đô đốc nhà Tây Sơn năm 1794, Bảo Đức Hầu[1]
- Mạc Quan Phù (莫觀扶), Tổng binh nhà Tây Sơn, Đông Hải vương[2][3]
- Lương Văn Canh (梁文庚), Tổng binh nhà Tây Sơn[3]
- Phàn Văn Tài (樊文才), Tổng binh nhà Tây Sơn [3]
- Phùng Liên Quý (馮連貴), Đô đốc nhà Tây Sơn
- Trịnh Thất (鄭七, Trịnh Diệu Hoàng), Đại tư mã nhà Tây Sơn[4]
- Trịnh Duy Phong (鄭維豐), tướng nhà Tây Sơn, Kim Ngọc Hầu
- Ô Thạch Nhị (烏石二, Mạch Hữu Kim), Đại tướng quân nhà Tây Sơn, Bình Ba Vương năm 1797
- Lương Bảo (梁寶, Tổng binh Bảo), Tổng binh nhà Tây Sơn
- Lương Quý Hưng (梁貴興), tướng nhà Tây Sơn, Hợp Đức Hầu
- Trịnh Lão Đồng (鄭流唐, Trịnh Lưu Đường), Đô đốc nhà Tây Sơn
- Đàm A Chiêu (譚阿招), tướng nhà Tây Sơn, Bình Ba vương
- Trịnh Nhất (鄭一, hay Trịnh Văn Hiển, Trịnh Diệu Nhất), Đô đốc nhà Tây Sơn[2]
- Trịnh Nhất Tẩu
- Trương Bảo Tử (張保仔)
- Luân Quý Lợi (倫貴利), tướng nhà Tây Sơn, Tiến Lộc Hầu[5]
- Phạm Quang Hỉ (范光喜), Tổng binh nhà Tây Sơn[5]
- Hà Hỉ Văn (何喜文), thành viên Thiên Địa hội,[6] tướng chúa Nguyễn[7]
- Lương Văn Anh (梁文英), tướng chúa Nguyễn[7]
- Chu Viễn Quyền (周遠權), tướng chúa Nguyễn[7]
- Hoàng Trung Toàn (黃忠全), tướng chúa Nguyễn[7]
- Thập Ngũ Tử (Shap-ng-tsai)
- Từ Á Bảo (Chui A-poo)